# Mankera
Mankera és una ciutat, capital del tahsil de Mankera al districte de Bhakkar, al Panjab (Pakistan). La població al cens de 1998 era de 9.176 habitants.

## Història
La ciutat hauria sorgit fa uns tres mil anys amb el nom de Malkherkot, fundada per un rajput de nom Mal Khera. Ja en temps d'Alexandre el Gran podia haver existit un estat amb aquest nom. Els àrabs esmenten Manker Kot i durant el govern de Muhàmmad ibn al-Qàssim al Sind, va enviar a alguns dels seus generals a conquerir la vila. El general Abul Asswad ibn Zahar la va conquerir i el primer governador musulmà fou Ahmed ibn Khuzema que hi va morir i hi fou enterrat.
Després de la caiguda del poder àrab al Sind el rei hindú de Kanauj la va dominar, i més tard la tribu Mekan que va governar durant 500 anys i es van convertir a l'islam sota Ghiyath al-Din Balban Ulugh Khan (1266-1287/1288) per obra de Baba Farid Ganj Shakr. Al final del segle XV balutxis procedents de Makran van arribar al país a l'entorn de Mankera i els clan dels jaskani van governar la zona durant prop de 300 anys (al segle xvii dominaven de l'Indus al Chenab, i de Bhakkar a Leiah).
El 1747 els afganesos abdalis (durrani) van annexionar el regne i els balutxis van deixar pas al sadozay afganesos. El 1772 la ciutat fou ocupada temporalment pels sikhs bhangis però aviat recuperada. El 1792 va pujar al tron el nawab Muhammad Khan Sadozay que va tenir a Bhakkar com a segona capital. El 1794 el príncep Humayun, fill de Timur Shah Durrani, l'emir durrani de Kabul, va intentar enderrocar al seu germà Zaman Shah; aquest el va derrotar i Humayun va fugir a Thal Sagar i el nawab de Mankera, Muhammad Khan, el va capturar a Leaih; un fill d'Hummayun fou mort en la lluita que va seguir a l'arrest; per orde de Zaman Shah, Humayun fou cegat i va restar la seva vida tancat al fort de Mankera on va morir; el nawab va rebre en premi el títol de Surbuland Khan i el territori de Dera Ismail Khan.
El govern dels paixtus va durar fins a la conquesta de Mankera per Ranjit Singh (1821) després d'un setge de tres setmanes (22 dies), quan el Surbuland Khan (successor de Muhammad Khan que havia mort el 1815) es va haver de rendir i es va haver de retirar a Dera Ismail Khan. Mankera i tota la regió va quedar en mans de l'estat sikh de Lahore fins al 1849 quan amb la resta del Panjab va passar als britànics.
La fortalesa de Mankera és a menys d'1 km de la ciutat. A la ciutat hi ha alguna mesquita antiga (la Jamia Masjid especialment), i un temple construït pels sikhs, així com la tomba de nawab Surbuland Khan, governant sadozay.

## Fotos
Diverses imatges a la Wikipèdia en anglès.